# Arrian
 Lucius Flavius Arrianus (altgriechisch Άρριανός Arrianós, deutsch Arrian [von Nikomedien]; * um 85–90 in Nikomedeia in Bithynien; † nach 145/146) war ein griechischsprachiger römischer Politiker und Geschichtsschreiber. Er verfasste ein Geschichtswerk über Alexander den Großen, das den Titel Anabasis trägt, eine Monographie über Indien sowie eine Diadochengeschichte. Er gilt hinsichtlich der Ereignisgeschichte als zuverlässigster der Alexanderhistoriker, wenngleich er in der neueren Forschung teilweise kritischer betrachtet wird. Neben anderen Werken, darunter einer Geschichte des Partherreichs (Parthika), gab Arrian zudem in zwei philosophischen Schriften das Denken seines Lehrers, des Stoikers Epiktet, wieder.

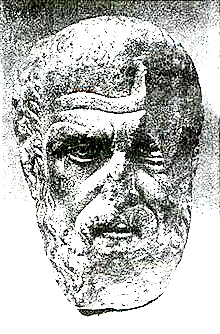
Porträt eines bärtigen Mannes, der mit Arrian identifiziert wird

## Leben
Arrian stammte aus Nikomedeia in der römischen Provinz Bithynien. Er kam aus einer vornehmen Familie, die in den Ritterstand aufgenommen worden war. Der Gentilname Flavius leitet sich vom Patron ab, dem die Familie das römische Bürgerrecht verdankte; vielleicht handelt es sich dabei um Lucius Flavius, den Suffektkonsul des Jahres 33 v. Chr., oder erst um Kaiser Vespasian. Arrian studierte in Nikopolis beim berühmten stoischen Philosophen Epiktet, dessen Schule auch prominente Angehörige vornehmer Geschlechter besuchten und bei dem er unter Umständen auch den späteren Kaiser Hadrian kennenlernte. Über die Philosophie seines Lehrers verfasste er in seinen Jugendjahren zwei Bücher.
Zur gleichen Zeit trat Arrian in den kaiserlichen Dienst ein und diente als Offizier in der damaligen keltischen Provinz, in Noricum und wohl auch anderen Regionen; unter Trajan kämpfte er im Partherkrieg. Trajan oder sein Nachfolger Hadrian erhob ihn in den senatorischen Rang. Als Angehöriger des Senatorenstandes war er unter seinem Freund Hadrian in der römischen Reichsverwaltung tätig und ging als Prokonsul in die Provinz Baetica. Um etwa 129/130 wurde er Suffektkonsul, in der Zeit von 131 bis 137 war er Statthalter der Provinz Kappadokien und Befehlshaber der römischen Truppen an der Grenze zu Armenien; für einen Senator aus dem griechischen Osten stellte ein solch hoher Rang im römischen Militär eine ungewöhnliche Ausnahme dar. Arrian führte kleine Feldzüge durch und verfasste ausgehend von diesen Erfahrungen ein Handbuch zur militärischen Strategie. Nach dem Tod seines Gönners Hadrian im Jahre 138 zog Arrian nach Athen und wurde athenischer Bürger. Im Jahre 145/146 bekleidete er das Amt des Archon eponymos, das in der Kaiserzeit jedoch zu einem reinen Ehrenamt ohne politischen Einfluss abgesunken war. In dieser Lebensphase begann Arrian, sich der Geschichtsschreibung zu widmen.

## Werke

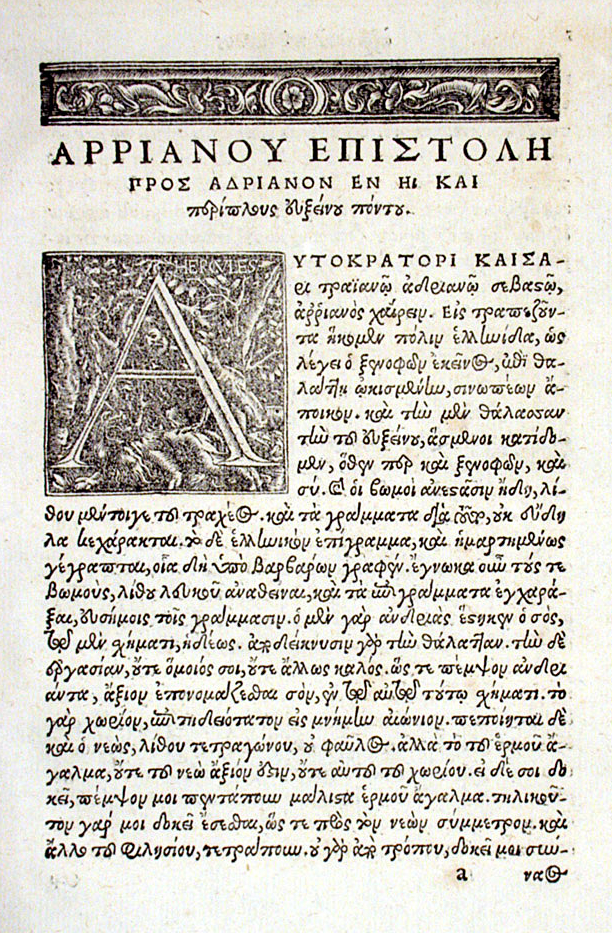
Beginn des Periplus Arrians in der Editio princeps von Johann Froben und Nicolaus Episcopius, Basel 1533

Arrians literarische Tätigkeit begann kurz vor dem Tode Hadrians. Seinem literarischen Vorbild Xenophon folgend, verfasste er in schlichtem attischem Stil Werke verschiedenen, vor allem historischen Inhalts. Davon sind sein Werk über den Alexanderzug (Anábasis Alexándrou), welches die wichtigste Quelle für diesen Zeitraum darstellt, und eine Schrift über Indien (Indikḗ) überliefert. Arrian verfasste auch eine Diadochengeschichte (Tà metà Aléxandron) und eine Parthergeschichte (Parthika), die aber nur fragmentarisch überliefert sind. Fragmentarisch erhalten sind zudem mehrere kleinere Schriften, unter anderem eine taktische Schrift (Taktiká), eine Schlachtordnung gegen die Alanen (Éktaxis katà Alánon), ein ursprünglich acht Bücher umfassendes Werk über Bithynien (Bithyniaka) und ein meteorologisches Frühwerk. Vollständig überliefert ist zudem eine Rundfahrt (Períplus) im Bereich des Schwarzen Meeres. Außerdem verfasste Arrian einen Traktat über die Jagd (Kynegetikós), mit dem er an eine gleichnamige Fachschrift Xenophons anknüpfte. Sein philosophisches Schaffen umfasst die Lehrgespräche (Diatribaí) und einen daraus angefertigten Auszug, das sogenannte Handbüchlein (Encheirídion).
Stilistisch hielt Arrian an der vorherrschenden Sicht fest, so detailgetreu wie möglich die Grammatik und den literarischen Stil der attischen Schriftsteller des 5. Jahrhunderts imitieren zu wollen. Der Attizismus Arrians eifert daher der Sprache von Thukydides und Xenophon nach. In seinen philosophischen Schriften bediente sich Arrian hingegen der Umgangssprache seiner Zeit, der Koinḗ.

### Alexandergeschichte undIndikḗ
Da wir kein zeitgenössisches Zeugnis des Alexanderzugs mehr besitzen, ist Arrians Alexandergeschichte, die sog. Anabasis, noch vor Curtius Rufus, Diodor, Pompeius Trogus – überliefert in einem Auszug bei Justinus – und Plutarch die wichtigste Quelle für die Geschichte Alexanders des Großen. Zudem berichtet sein Werk wohl insgesamt am zuverlässigsten, wenngleich auch die anderen Alexanderhistoriker wertvolle Informationen liefern und damit Arrians Geschichte ergänzen.
Arrians Alexandergeschichte ist in sieben Bücher aufgeteilt und sehr nüchtern und in einem klaren Stil verfasst. Sie entstand wohl nach Arrians Archontat, wahrscheinlich jedoch vor 165. Als Hauptquellen dienten Arrian Aristobulos von Kassandreia und vor allem Ptolemaios I., die beide am Alexanderzug teilgenommen und jeweils ein (heute verlorenes) Geschichtswerk darüber verfasst hatten. Arrian selbst behauptet im Proömium seines Werks, dass er nur dort, wo sich seine beiden Hauptquellen unterscheiden, abwägt, welche Version ihm glaubhafter erscheint. Ptolemaios lieferte wohl den Grundbericht über die Ereignisgeschichte. Womöglich hatte sich Ptolemaios, der hauptsächlich die militärischen Ereignisse ohne Ausschmückungen beschrieb, bei seiner Darstellung auf die offiziellen Hofberichte (Ephemeriden) gestützt; doch ist auch dies teilweise bezweifelt worden. Die Darstellung des Aristobulos hingegen, der sich vor allem für geographische und ethnographische Themen interessierte, sollte Arrians Erzählung anreichern. Andere Quellen zog Arrian eher ergänzend hinzu, etwa Nearchos in den späteren Büchern, wenngleich er keine Namen nennt.
Die Alexandergeschichte ist jedoch insofern problematisch, als dass Arrian die Darstellung des Ptolemaios und des Aristobulos kaum allzu kritisch hinterfragte (wenngleich er ihre Schilderungen nicht unreflektiert übernahm). Allerdings waren faktisch alle Alexandergeschichten in die eine oder andere Richtung tendenziös gestaltet und Arrian wägt an mehreren Stellen durchaus ab, wessen Schilderung er folgt. Ptolemaios und Aristobulos scheinen dennoch um eine relativ nüchterne Schilderung bemüht gewesen zu sein. Dies erklärt auch ihre Benutzung durch Arrian, der offenbar eine möglichst legendenfreie Darstellung über Alexander bieten wollte, was ihm auch weitgehend gelang. Sein Werk stellt damit einen Gegenpol zur sogenannten Vulgata-Tradition dar, in der Alexanders Leben teils romanhaft ausgeschmückt wurde und die auf Kleitarchos fußt. Über die Persönlichkeit Alexanders sagt Arrians Werk explizit nur relativ wenig aus, doch war Arrian ihm sehr gewogen; Kritik an Alexander äußerte Arrian zwar auch, aber nur zurückhaltend. Seine äußerst positive Bewertung kommt unter anderem am Ende des Werkes zum Ausdruck, wo Arrians Lob einer Heldenverehrung ähnelt. Mögliche Fehler entschuldigt Arrian und vergleicht Alexander mit mythischen Königsgestalten; menschliche Maßstäbe werden einem Helden nicht gerecht, den eine Gottheit in die Welt entsandt haben muss.
Trotz seines weitgehend unkritischen Alexanderbildes und einer teilweise selektiven Schilderung ist Arrian für die Ereignisgeschichte sehr wertvoll. Insbesondere die deutschsprachige Forschung verließ sich daher lange fast ausschließlich auf Arrian. In der modernen Forschung verschiebt sich die Gewichtung hingegen etwas. So werden nun auch Diodor, Plutarch, Curtius und andere Quellen stärker miteinbezogen, um ein besseres Gesamtbild zu erhalten. Dennoch wird Arrian auch in der modernen Forschung insgesamt als glaubwürdigste Quelle betrachtet, wenngleich etwa A. B. Bosworth teilweise durchaus auch scharfe Kritik an seiner Darstellung übte.
Das „Indische Buch“ (Indikḗ oder auch Indiká genannt) stellt eine Ergänzung zur Alexandergeschichte dar. Es bot auch die Möglichkeit, das umfangreiche neue, durch den Alexanderzug zugängliche Quellenmaterial zum „Wunderland“ Indien auswerten zu können. Arrian stützte sich hier vor allem auf den Bericht des Nearchos, Alexanders Flottenkommandanten. Im ersten Teil benutzte er aber auch Megasthenes sowie Eratosthenes. Die im ionischen Dialekt verfasste Schrift behandelt die Zeit vom Zug Alexanders nach „Indien“ bis zur Rückfahrt der Flotte über den Indus nach Susa unter dem Kommando des Nearchos.

### Diadochengeschichte
Arrians „Ereignisse nach Alexander“ (Tà metà Aléxandron) umfasste zehn Bücher und reichte vom Tod Alexanders im Jahr 323 bis 319 v. Chr., behandelte also einen nur kurzen Zeitraum recht detailliert. Als eine wichtige Quelle diente vermutlich Hieronymos von Kardia. Von der Schrift sind nur wenige Fragmente überliefert. Neben einer Zusammenfassung des byzantinischen Patriarchen Photios sind auch einzelne Textfragmente erhalten, die aus Palimpsestblättern und einem Papyrus stammen. In der Zeit der Reichskrise des 3. Jahrhunderts knüpfte der Geschichtsschreiber Dexippos an das Werk an und schrieb es vermutlich aus.

### Parthergeschichte
Arrian schilderte in seiner 17 Bücher umfassenden Parthergeschichte (Parthiká) eingehend die Kämpfe zwischen Rom und dem Partherreich (Partherkriege). Obwohl der Schwerpunkt auf der Zeit des Kaisers Trajan lag, beschrieb Arrian wohl auch die Vorgeschichte des Partherreiches. Aufgrund der Tatsache, dass Arrian Zugriff auf offizielle Dokumente und persönliche Kenntnisse von den Verhältnissen im Osten hatte, ist der Verlust des Werks bedauerlich, zumal die Quellenlage für die Zeit Trajans ohnehin eher schlecht ist. Die wenigen Fragmente bieten dennoch nützliche Informationen.

### Bithyniaka
Bis auf wenige Fragmente verloren ist Arrians Geschichte Bithyniens in acht Büchern (Bithyniaka). Sie reichte von der mythischen Frühzeit bis zum Tod von König Nikomedes IV. im Jahr 74 v. Chr. und der Einverleibung des Reiches durch Rom.

### Philosophische Schriften
Die Lehrgespräche stellen eine Sammlung von Diatriben dar, die Arrian aus seinen Notizen zu Epiktets Vorlesungen zusammenstellte. Die Schrift wurde wohl bald nach Epiktets Tod und vermutlich vor 138 veröffentlicht. Sie bildet die wichtigste Quelle für die Philosophie des Stoikers Epiktet, der keine eigenen Werke verfasste. Von dieser Schrift, die in der Antike unter unterschiedlichen Bezeichnungen und mit einer wechselnden Anzahl von Büchern bekannt war, sind die ersten vier Bücher erhalten. Für die Diatribensammlung beanspruchte Arrian keine eigene schöpferische Leistung, sondern bezweckte nach eigener Angabe, die Erinnerung an seinen Lehrer für sich selbst zu bewahren, nicht jedoch diese angeblich wortgetreuen Aufzeichnungen zu veröffentlichen. Die Forschung beurteilt Arrians Anspruch, Epiktets Lehre wörtlich zu überliefern, äußerst unterschiedlich; teilweise nimmt man an, dass es sich dabei um eine literarische Fiktion handelt und die Lehrgespräche im Wesentlichen Arrians Werk sind.
Aus den Lehrgesprächen fertigte Arrian zudem einen Auszug an, das sogenannte Handbüchlein. In diesem äußerst populären Werk, das ungleich stärker rezipiert wurde als die Lehrgespräche, wiederholt Arrian manche Gedanken der Lehrgespräche wortgetreu, andere Aussagen ändert er ab.

## Ausgaben und Übersetzungen
Philosophische Schriften

Alexandri anabasis, 1575

- Epictetus: Encheiridion (= Bibliotheca scriptorum Graecorum et Romanorum Teubneriana 1302). Hrsg. Gerard Boter, de Gruyter, Berlin / New York 2007, ISBN 978-3-11-019503-3.
- Epictetus: The Discourses as reported by Arrian, the Manual, and Fragments. Hrsg. und übers. von William Abbott Oldfather, 2 Bände (mit griechischem Text und englischer Übersetzung).
  - Band 1: Discourses, Books I–II (= Loeb Classical Library Nr. 131). Cambridge/Massachusetts und London 1925 (Nachdruck 1989), ISBN 978-0-674-99145-3 (Online).
  - Band 2: Discourses, Books III–IV. Fragments. Encheiridion (= Loeb Classical Library Nr. 218). Cambridge/Massachusetts und London 1928 (Nachdruck 1985), ISBN 978-0-674-99240-5 (Online).
- Epiktet: Handbüchlein der Moral und Unterredungen, hrsg. Heinrich Schmidt, Neubearbeitung von Karin Metzler, 11. Auflage, Kröner, Stuttgart 1984, ISBN 3-520-00211-6.

Historische und sonstige Schriften
- Flavius Arrianus: Scripta. Hrsg. Gerhard Wirth und A. G. Roos, 2 Bände, unveränderter Nachdruck der 2. Auflage von 1967/1968, Saur, München 2002 (kritische Ausgabe).
  - Band 1: Alexandri Anabasis (= Bibliotheca scriptorum Graecorum et Romanorum Teubneriana 1239). ISBN 978-3-598-71239-5.
  - Band 2: Scripta minora et fragmenta. Adiectae sunt tres tabulae geographicae et fragmentum papyri 1284 Societatis Italianae (= Bibliotheca scriptorum Graecorum et Romanorum Teubneriana 1242). ISBN 978-3-598-71242-5.
- Arrian: Der Alexanderzug. Indische Geschichte. Griechisch und deutsch. Hrsg. und übers. von Gerhard Wirth und Oskar von Hinüber, Artemis-Verlag, München/Zürich 1985, ISBN 3-7608-1649-5.
- Arrian: Alexanders des Großen Siegeszug durch Asien. Eingel. und übertr. von Wilhelm Capelle, Artemis-Verlag, Zürich 1950 (Übersetzung einschließlich der Indike).
- Arrian: History of Alexander and Indica. Hrsg. und übers. von Peter A. Brunt, 2 Bände, Harvard University Press, London und Cambridge/Massachusetts 1976/1983, ISBN 0-674-99260-1 bzw. ISBN 0-674-99297-0 (Originaltext mit englischer Übersetzung und Kurzkommentar).
- Franz Kiechle: Die Taktik des Flavius Arrianus. In: Bericht der Römisch-Germanischen Kommission. Band 45, 1964, S. 87–129 (mit Text und deutscher Übersetzung).
- Anna Simonetti Agostinetti (Hrsg.): Gli eventi dopo Alessandro. L’Erma di Bretschneider, Rom 1993, ISBN 88-7062-824-8 (italienische Übersetzung der Fragmente der Diadochengeschichte mit Kommentar).
- Flavius Arrianus: Téchne taktiká (Tactical Handbook) and Éktaxis katà Alánon (The Expedition Against the Alans). Translated and edited by James G. DeVoto, Ares Publishers, Chicago 1993, ISBN 0-89005-517-3 (Originaltext mit englischer Übersetzung und Kommentar).
- James G. DeVoto: Text and Translation of Arrian’s Parthika. In: F. A. Lepper: Trajan’s Parthian War, Ares Publishers, Chicago 1993, ISBN 0-89005-530-0, S. 225–263 (Originaltext mit englischer Übersetzung und Kommentar).
- Arrianos / Asklepiodotos: Die Kunst der Taktik. Griechisch und deutsch von Kai Brodersen (Sammlung Tusculum). De Gruyter, Berlin 2017, ISBN 978-3-11-056216-3 (Originaltext mit deutscher Übersetzung und Einleitung).
- Xenophon / Arrianos: Jagd und Jagdhunde. Griechisch und deutsch von Kai Brodersen (Sammlung Tusculum). De Gruyter, Berlin 2018, ISBN 978-3-11-059563-5 (Kynegetikos-Originaltexte mit deutscher Übersetzung und Einleitung).
- Arrianos / Anonymus: Periplus Ponti Euxini. Griechisch und deutsch von Kai Brodersen (= Opuscula. Band 5). KDV, Speyer 2022, ISBN 978-3-939526-51-3 (Originaltext mit deutscher Übersetzung und Einleitung).
- Brill’s New Jacoby, Nr. 156 (Fragmente mit englischer Übersetzung und Kommentar).

## Kommentare
- Albert Brian Bosworth: A historical commentary on Arrian’s History of Alexander. 2 Bände, Oxford University Press bzw. Clarendon Press, Oxford 1980/1995, ISBN 0-19-814828-3 bzw. ISBN 0-19-814829-1 (Kommentar bisher bis Buch 5 fertiggestellt).